# Catastrophe minière de Dhanbad
La catastrophe minière de Dhanbad est survenue le 28 mai 1965 dans la mine de charbon de Dhori, près de Dhanbad, en Inde. 

## Déroulement
Le 28 mai 1965, une explosion survient dans la mine de charbon de Dhori provoquant un incendie entraînant la mort de 268 mineurs. La mine était à cette époque une propriété privée du raja de Ramgarh (en).